# Léguillac-de-l'Auche
Léguillac-de-l'Auche är en kommun i departementet Dordogne i regionen Nouvelle-Aquitaine i sydvästra Frankrike. Kommunen ligger i kantonen Saint-Astier som tillhör arrondissementet Périgueux. År 2022 hade Léguillac-de-l'Auche 974 invånare.

## Befolkningsutveckling
Antalet invånare i kommunen Léguillac-de-l'Auche
Referens:INSEE